# Bohumil Starnovský
Bohumil Starnovský, född den 3 oktober 1953 i Prag, Tjeckien, är en tjeckoslovakisk idrottare inom modern femkamp.
Han tog OS-silver i lagtävlingen i samband med de olympiska tävlingarna i modern femkamp 1976 i Montréal.